# BH+
BH+ es el álbum debut del cantante argentino Bahiano como solista. Fue publicado el 4 de octubre de 2005 bajo el sello discográfico de Universal Music, y producido por Afo Verde. Este trabajo le trajo el Premio MTV como mejor artista nuevo del sur.
Este álbum también incluye un cover de The Temptations de la canción «Don't Look Back», de las cuales se llama «No mires atrás», y cuenta con la participación de Vicentico.
«Óyelo» fue uno de los hits más escuchados del álbum, sobre todo durante el verano del 2005.

## Descripción
“BH+” fue grabado en los estudios «El Santito» de Buenos Aires, mezclado en el estudio «Nas Nuvens» de Río de Janeiro, y contó con Alex Angeloni como ingeniero de grabación, mezcla y masterización.

### Tapa del disco
Bahiano eligió para el arte del disco, mostrar su anatomía y hasta sus mismas vísceras. 

"El arte, aunque ésta sea una edición estándar, surgió de una idea de Walter Costa, con quien ganamos el Premio Gardel por «Desde cero», y se gestó a partir de la idea de una escultura en posición de yoga en resina negra, con las hojas en papel vegetal. Y una idea aún más loca era sumarle auriculares al cuerpo para escuchar el disco. Pero esto no podía hacerse en la edición que teníamos que lanzar para Argentina, Chile, México y Estados Unidos, sino como edición limitada".

### Significado del nombre BH+
El nombre también reafirma que el disco es de su autoría. 

"La sigla corresponde a mi nombre y apellido, pero la idea fue sumar el signo ‘más’ como idea de lo positivo que tengo para dar. En esta nueva etapa tengo, más que nunca, una actitud positiva".

### Armado de canciones
Sobre las canciones, Bahiano dijo: 

"Las fui armando a lo largo de 2004. Yo me fui en marzo de Los Pericos y me fui por razones afectivas. Y no empecé a componer inmediatamente, pero sí tuve una gran necesidad de expresar lo que vivía a nivel afectivo. Y la composición se fue complementando con otras cosas, como hacer radio o estudiar teatro con Julio Chávez".
Bahiano, entrevistado en 2005

## Lista de canciones
| BH+ |                                  |                                                                      |          |  |
| N.º | Título                           | Música                                                               | Duración |  |
| 1.  | «Óyelo»                          | Bahiano · Matías Zapata Sample por Dámaso Pérez Prado                | 3:08     |  |
| 2.  | «Sales»                          | Bahiano · Matías Zapata                                              | 3:33     |  |
| 3.  | «Planes»                         | Bahiano · Matías Zapata                                              | 3:40     |  |
| 4.  | «Grandes días»                   | Bahiano · Matías Zapata                                              | 3:50     |  |
| 5.  | «Pero no vuelvas a decir»        | Bahiano · Matías Zapata Sample por Carlinhos Brown y Arnaldo Antunes | 3:54     |  |
| 6.  | «Tanto misterio»                 | Bahiano · Matías Zapata                                              | 4:09     |  |
| 7.  | «Tu luz»                         | Bahiano · Matías Zapata                                              | 4:35     |  |
| 8.  | «No mires atrás» (con Vicentico) | Ronnie White · Smokey Robinson                                       | 4:19     |  |
| 9.  | «Así será»                       | Bahiano · Matías Zapata                                              | 5:10     |  |
| 10. | «Todo puede ser»                 | Bahiano · Matías Zapata                                              | 3:59     |  |
| 11. | «Hueso a hueso»                  | Bahiano · Matías Zapata · Afo Verde                                  | 3:25     |  |
| 12. | «Woman»                          | Bahiano · Matías Zapata                                              | 3:29     |  |

Notas:
- Todas las letras escritas por Bahiano y Matías Zapata.
- «Óyelo» contiene un sample de la canción «Go Go Mambo» de Dámaso Pérez Prado.
- «Pero no vuelvas a decir» contiene un sample de «Carlito Marrón» de Carlinhos Brown.
- «No mires atrás» es un cover de «Don't Look Back» de The Temptations.

## Músicos
- Fernando «Bahiano» Hortal — voz y composición.
- Matías Zapata — teclados, programación y coros.
- Pablo «Peter» Akselrad — guitarras y coros.
- Matías Méndez — bajo.
- Hernán Martín — batería.
- Gustavo «Tano» Martelli — percusión.
- Fabián «Tropi» Veglio — trompeta.
- Alejo Von Der Phalen — saxo tenor y barítono.
- Juan Canosa ― Trombón.

Invitados
- Luciana Canosa ― coros en «Tu luz».
- Vicentico — voz en «No mires atrás».
- Miguel «Botafogo» Vilanova — steel guitar en «Grandes días», y dobro distorsión en «No mires atrás».

## Datos técnicos
- Dirección musical: Bahiano y Matías Zapata.
- Arreglos generales: Afo Verde, Bahiano y Matías Zapata.
- Ingeniero de grabación, mezcla y mastering: Alex Angeloni.
- Asistente de grabación y A&R: Javier Caso.
- Asistentes de producción: Gonzalo Jordan y Camila Gastaldi.
- Grabado y mezclado en estudios:
  - El Santito (Buenos Aires, Argentina).
  - Nas Nuvens (Río de Janeiro, Brasil).
- Masterizado en: Mosh (São Paulo, Brasil).
- Idea y dirección de arte: Santiago de Bianchetti.
- Fotos: Lucila Blumencweig.
- Diseño de escultura: Walter Costas.